# Room (livro)
Room: Brasil: Quarto / Portugal: O Quarto de Jack é um romance da escritora irlandesa Emma Donoghue, finalista do Booker Prize e do Orange Prize.
Em 2015, foi lançada uma adaptação cinematográfica chamada Room, com roteiro da própria autora. O filme venceu vários prêmios, incluindo o Oscar de melhor atriz.
O livro faz parte do Plano Nacional de Leitura português, sendo recomendado no programa de português do 8.º ano de escolaridade, destinado a leitura orientada na sala de aula.

## Sinopse
O livro é contado na divertida e comovente voz de Jack. É uma história de um amor imenso que sobrevive a circunstâncias aterradoras, e da ligação umbilical que une mãe e filho. Para Jack, de cinco anos, o quarto de 11m² é o mundo todo; é onde ele e a Mamãe comem, dormem, brincam e aprendem. Embora Jack não saiba, o lugar onde ele se sente completamente seguro e protegido, aquele quarto, é também a prisão onde a mãe tem sido mantida contra a sua vontade durante 7 anos 